# François Marc
El hermano Marc des Clercs du Saint Viateur (1862-1912) fue un religioso, micólogo y botánico francés.

## Biografía
Desarrolló una abundante producción en la identificación y clasificación de nuevas especies de hongos y de briofitas.
- La abreviatura «Marc» se emplea para indicar a François Marc como autoridad en la descripción y clasificación científica de los vegetales.[1]